# Manuel Bernardo Vidal
Manuel Bernardo Vidal foi um administrador colonial português que exerceu o cargo de Governador-Geral Província de Angola entre 1837 e 1839, tendo sido antecedido por uma Junta Governativa que exerceu a sua autoridade entre 1836 e 1837 e sucedido por António Manuel de Noronha.